# Giulio Taglietti
Giulio Taglietti (Brescia, forse 1660 – Brescia, 1718) è stato un compositore e violinista italiano.

## Biografia
Poco si sa della sua giovinezza. Dal 1702 divenne insegnante di violino presso il collegio dei gesuiti di Brescia. Fra il 1695 e il 1715 pubblicò tredici raccolte di sue composizioni, fra le quali sonate, triosonate, concerti e arie. Introdusse, nel campo della musica strumentale, la forma del "da capo", prendendola dall'ambito vocale. Con ogni probabilità era fratello del compositore e suonatore di tromba marina Luigi Taglietti (1668-1715), del quale rimangono alcune opere.

## Opere
Fra le composizioni di Giulio Taglietti si ricordano:
- Dieci sonate da camera per due violini e basso continuo op. 1 (Bologna, 1695).
- Sei concerti e quattro sinfonie a tre op. 2 (Venezia, 1696).
- Divertimento musicale di camera per due violini e [(violone]) op. 5 (Venezia, 1706).
- Trenta Arie da suonare per violoncello e spinetta o violone op. 3 (1709).
- Concerto a quattro con violoncello obbligato op. 6.
- Concerto a cinque op. 8 (Venezia, 1710).
- Arie da sonare per violino, violoncello e violone op. 10 (Venezia, 1711).
- Dieci Concerti à 4 con suoi rinforzi per quattro violini, viola, violone e organo op. 11 (Bologna, 1714).
- Pensieri da camera a 3 per due violini e basso continuo op. 12 (Venezia, 1714, perduti).
- Dodici sonate per violino e basso continuo op. 13.